# ماکسیم آلشین
ماکسیم آلشین (روسی: Максим Алёшин؛ زادهٔ ۷ مه ۱۹۷۹) ژیمناست هنری اهل روسیه بود.